# Kościół Matki Bożej Niezawodnej Nadziei w Jamnej
Kościół Matki Bożej Niezawodnej Nadziei w Jamnej – rzymskokatolicki kościół Ośrodka Akademickiego oo. Dominikanów, znajdujący się w miejscowości Jamna, w gminie Zakliczyn, w powiecie tarnowskim województwa małopolskiego.

## Historia kościoła
Po stworzeniu w 1992 Ośrodka Akademickiego w Jamnej o. Jan Góra postanowił wybudować tam również kościół. 15 sierpnia 1993 kardynał Józef Glemp poświęcił plac pod budowę świątyni. Tego samego roku, 25 listopada, papież Jan Paweł II poświęcił w Watykanie kamień węgielny dla kościoła w Jamnej. Budowa rozpoczęła się 7 czerwca 1999, a już 3 maja 2001 kard. Glemp dokonał konsekracji kościoła.
Świątynia posiada współczesne wyposażenie. Wewnątrz umieszczona jest ikona Matki Bożej Niezawodnej Nadziei autorstwa Małgorzaty Sokołowskiej. Koronacja obrazu Matki Bożej Jamneńskiej, dokonana przez papieża Jana Pawła II, miała miejsce w 1998 r. na placu Świętego Piotra w Rzymie.